# Sistema AGO
Il sistema AGO è il processo industriale per la fabbricazione delle calzature senza cucitura cioè incollate.
Il primo adesivo efficiente e affidabile fu inventato e brevettato nel 1909 dal chimico italiano Francesco Rampichini, che sviluppò anche un completo processo industriale e il relativo macchinario negli anni 1910-13. Lo stesso nome AGO (dal greco αγω,  attirare, legare), ancora in uso nell'industria, fu scelto dal Rampichini per l'adesivo e per il  processo nel 1910.
Per I primi tentativi infruttuosi, a partire da J. Bernard in Francia, 1857, e per altri dettagli tecnici, v. Die mechanische Schuhreparatur, di Felix Fluss
Lo sviluppo industriale e commerciale del procedimento ebbe luogo dapprima in Germania, poco prima e durante la prima guerra mondiale, grazie alla collaborazione del Rampichini con la Atlas-Werke Pöhler & Co. di Lipsia-Stötteritz, grossa ditta tedesca costruttrice di macchinario e fornitrice di prodotti chimici per calzaturifici; esso  è descritto dettagliatamente nella biografia di Francesco Rampichini pubblicata dalla rivista Studi Maceratesi e disponibile in rete.